# Cory Stillman
Cory Stillman (* 20. prosince 1973 Peterborough, Ontario) je bývalý kanadský hokejový útočník a trenér.

## Hráčská kariéra
Svou juniorskou kariéru započal v týmu Windsor Spitfires hrající v kanadské juniorské lize Ontario Hockey League. V první sezoně v juniorské lize získal trofej Emms Family Award pro nejlepšího nováčka ligy. O rok později byl draftován do NHL z prvního kola z celkově šestého místa týmem Calgary Flames. Po draftu přestoupil do klubu Peterborough Petes, stále hrající v juniorské lize Ontario Hockey League. S týmem Peterborough Petes zaznamenal největší úspěch, zisk J. Ross Robertson Cup.
Převrat z juniorského hokeje do seniorského začínal nejprve na farmě Calgary v Saint John Flames, který v té době hrál v AHL. V Saint John Flames patřil mezi hlavní opory týmu. 6. února 1995 odehrál svůj první zápas v NHL za Calgary Flames proti Winnipeg Jets. V roce 1999 byl nominován k reprezentačnímu týmu Kanady do mistrovství světa. Kanadská reprezentace tehdy skončila na čtvrtém místě, nejproduktivnějším hráčem Kanady byl právě Cory Stillman. 27. prosince 1999 si v zápase proti Philadelphia Flyers poranil rameno, musel vynechat většinu zápasů. Za Calgary Flames hrál až do roku 2001. Během rozjeté sezóny 2000/01, byl 13. března 2001 vyměněn do týmu St. Louis Blues za Craig Conroy a výběr sedmého kola draftu 2001 (touto volbou byl vybrán David Moss). V organizaci St. Louis Blues setrval necelé tři sezony, 21. června 2003 byl vyměněn do klubu Tampa Bay Lightning za výběr druhého kola draftu 2003 (touto volbou byl vybrán David Backes).
V Tampa Bay Lightning zažil nejlepší sezonu v kariéře. Zaznamenal největší zisk kanadských bodů 80, stal se druhým nejlepším nahrávačem a nejproduktivnějším hráčem pokaždé za Martinem St-Louise. V playoff nebyl zas tak aktivním co se týče kanadským bodů, ale radoval se společně s týmem po vyhraném playoff finále, ve kterém vyhráli sérii 4:3 právě nad jeho bývalým týmem Calgary Flames. Kvůli výluky v NHL nikde nehrál. 2. srpna 2005, podepsala smlouvu s týmem Carolina Hurricanes jako volný hráč. V kádru Hurricanes opět navázal na skvělé výkony, spolu s Ericem Staalem byli nejlepší nahrávači klubu, v playoff byl druhým nejproduktivnějším hráčem týmu a podruhé se radoval ziskem Stanley Cupu Stal se teprve šestým hráčem, který vyhrál titul s dvěma různými týmy hned v následujícím roce. Na úžasné výkony v Hurricanes již nenavázal. 11. února 2008 spolu s Mikem Commodorem byli vyměněn do organizace Ottawa Senators za Joe Corvo a Patrick Eaves.
V Ottawa Senators pouze dohrál sezonu, za pouhých 24 odehraných zápasů nastřádal 19 kanadských bodů. Smlouvu na prodloužení kontraktu nedostal, tím se stal volným hráčem. Dlouho bez angažmá nezůstal, hned v prvním dnu podepsal tříletou smlouvu s Floridou Panthers v hodnotě 10.6 milionů dolarů. Ve Floridě zastával funkci alternativního hráče. Během tří let působení za Panthers neodehrál žádný zápas v playoff. V závěru kariéry byl 24. února 2011 naposled vyměněn do Carolina Hurricanes za Ryana Cartera a výběr pátého kola draftu 2011. Za Carolina Hurricanes dohrál sezonu a 8. září 2011 oznámil konec kariéry.

## Trenérská kariéra
Po skončení hráčské kariéry se vrátil zpět do organizace Florida Panthers, pracoval pro rozvoj hokejových hráčů. Jako trenér v rozvojovém programu pokračoval i v Carolině Hurricanes, tam se věnoval pouze útočníkům v obdobím 2012-2017. Pro ročník 2017/18 se stal hlavním trenérem juniorského týmu Sudbury Wolves hrající Ontario Hockey League. V Sudbury Wolves nakonec působil na lavičce tři roky, v sezoně 2019/20 veld svého syna Chase Stillmana. 16. prosince 2020 se stal asistentem hlavního trenéra Ricka Toccheta v Arizoně Coyotes. Rick Tocchet vedl tým pouze jednu sezonu, novým hlavním trenérem Coyotes se stal André Tourigny, Cory Stillman zůstal nadále asistentem hlavního trenéra. V Arizoně Coyotes působil v roli asistenta hlavního trenéra tři sezony.

## Rodina
Jeho tchán Bud Stefanski je bývalý hokejový útočník, který odehrál v NHL pouze jeden zápas za New York Rangers, většinu kariéry odehrál v AHL. Později byl hlavním trenérem, generálním manažerem a skautem pro týmy z NHL Ottawa Senators a Toronto Maple Leafs. Jeho syn Riley Stillman je hokejový obránce, který v sezóně 2019–20 hrál za tým Florida Panthers. Jeho mladší syn Chase je útočník nastupující za Sudbury Wolves.

## Ocenění a úspěchy
- 1991 OHL – Emms Family Award
- 1995 AHL – All-Star Game

## Prvenství
- Debut v NHL – 6. února 1995 (Winnipeg Jets proti Calgary Flames)
- První asistence v NHL – 6. února 1995 (Winnipeg Jets proti Calgary Flames)
- První gól v NHL – 7. října 1995 (Calgary Flames proti Tampa Bay Lightning, kanadskému brankáři Darenu Puppovi)
- První hattrick v NHL – 12. října 1997 (Detroit Red Wings proti Calgary Flames)

## Klubové statistiky
| Sezóna       | Klub                     | Soutěž       |      | Základní část | Základní část | Základní část | Základní část | Základní část |    | Play off | Play off | Play off | Play off | Play off |
| Sezóna       | Klub                     | Soutěž       | Z    | G             | A             | B             | TM            | Z             | G  | A        | B        | TM       |          |          |
| 1989–90      | Peterborough Roadrunners | OHA-B        | 41   | 30            | 54            | 84            | 76            | —             | —  | —        | —        | —        |          |          |
| 1990–91      | Windsor Spitfires        | OHL          | 64   | 31            | 70            | 101           | 31            | 11            | 3  | 6        | 9        | 8        |          |          |
| 1991–92      | Windsor Spitfires        | OHL          | 53   | 29            | 61            | 90            | 59            | 7             | 2  | 4        | 6        | 8        |          |          |
| 1992–93      | Peterborough Petes       | OHL          | 61   | 25            | 55            | 80            | 55            | 18            | 3  | 8        | 11       | 18       |          |          |
| 1993–94      | Saint John Flames        | AHL          | 79   | 35            | 48            | 83            | 52            | 7             | 2  | 4        | 6        | 16       |          |          |
| 1994–95      | Saint John Flames        | AHL          | 63   | 28            | 53            | 81            | 70            | 5             | 0  | 2        | 2        | 2        |          |          |
| 1994–95      | Calgary Flames           | NHL          | 10   | 0             | 2             | 2             | 2             | —             | —  | —        | —        | —        |          |          |
| 1995–96      | Calgary Flames           | NHL          | 74   | 16            | 19            | 35            | 41            | 2             | 1  | 1        | 2        | 0        |          |          |
| 1996–97      | Calgary Flames           | NHL          | 58   | 6             | 20            | 26            | 14            | —             | —  | —        | —        | —        |          |          |
| 1997–98      | Calgary Flames           | NHL          | 72   | 27            | 22            | 49            | 40            | —             | —  | —        | —        | —        |          |          |
| 1998–99      | Calgary Flames           | NHL          | 76   | 27            | 30            | 57            | 38            | —             | —  | —        | —        | —        |          |          |
| 1999–00      | Calgary Flames           | NHL          | 37   | 12            | 9             | 21            | 12            | —             | —  | —        | —        | —        |          |          |
| 2000–01      | Calgary Flames           | NHL          | 66   | 21            | 24            | 45            | 45            | —             | —  | —        | —        | —        |          |          |
| 2000–01      | St. Louis Blues          | NHL          | 12   | 3             | 4             | 7             | 6             | 15            | 3  | 5        | 8        | 8        |          |          |
| 2001–02      | St. Louis Blues          | NHL          | 80   | 23            | 22            | 45            | 36            | 9             | 0  | 2        | 2        | 2        |          |          |
| 2002–03      | St. Louis Blues          | NHL          | 79   | 24            | 43            | 67            | 56            | 6             | 2  | 2        | 4        | 2        |          |          |
| 2003–04      | Tampa Bay Lightning      | NHL          | 81   | 25            | 55            | 80            | 36            | 21            | 2  | 5        | 7        | 15       |          |          |
| 2005–06      | Carolina Hurricanes      | NHL          | 72   | 21            | 55            | 76            | 32            | 23            | 9  | 16       | 25       | 12       |          |          |
| 2006–07      | Carolina Hurricanes      | NHL          | 43   | 5             | 22            | 27            | 24            | —             | —  | —        | —        | —        |          |          |
| 2007–08      | Carolina Hurricanes      | NHL          | 55   | 21            | 25            | 46            | 14            | —             | —  | —        | —        | —        |          |          |
| 2007–08      | Ottawa Senators          | NHL          | 24   | 3             | 16            | 19            | 10            | 4             | 2  | 0        | 2        | 2        |          |          |
| 2008–09      | Florida Panthers         | NHL          | 63   | 17            | 32            | 49            | 37            | —             | —  | —        | —        | —        |          |          |
| 2009–10      | Florida Panthers         | NHL          | 58   | 15            | 22            | 37            | 22            | —             | —  | —        | —        | —        |          |          |
| 2010–11      | Florida Panthers         | NHL          | 44   | 7             | 16            | 23            | 20            | —             | —  | —        | —        | —        |          |          |
| 2010–11      | Carolina Hurricanes      | NHL          | 21   | 5             | 11            | 16            | 4             | —             | —  | —        | —        | —        |          |          |
| Celkem v OHL | Celkem v OHL             | Celkem v OHL | 178  | 85            | 186           | 271           | 145           | 36            | 8  | 18       | 26       | 34       |          |          |
| Celkem v AHL | Celkem v AHL             | Celkem v AHL | 142  | 63            | 101           | 164           | 122           | 12            | 2  | 6        | 8        | 18       |          |          |
| Celkem v NHL | Celkem v NHL             | Celkem v NHL | 1025 | 278           | 449           | 727           | 489           | 82            | 19 | 32       | 51       | 43       |          |          |

## Reprezentace
| Rok         | Tým         | Soutěž      | Z  | G | A | B | TM |
| ----------- | ----------- | ----------- | -- | - | - | - | -- |
| 1999        | Kanada      | MS          | 10 | 4 | 4 | 8 | 14 |
| Celkem v MS | Celkem v MS | Celkem v MS | 10 | 4 | 4 | 8 | 14 |